# Це вбивство!
Це Вбивство! (англ. It's Murder!) — аматорський фільм 1977 року режисера Сема Реймі в співавторстві зі Скоттом Шпігелем. Це перша режисерська робота Сема Реймі, разом зі своїм майбутнім постійним співробітником Брюсом Кемпбеллом.

## Сюжет
Фільм оповідає про сім'ю, в якій був вбитий заможний дядько. Син (Сем Реймі) за заповітом отримує все майно. Детектив (Скотт Шпігель) намагається з'ясувати, хто вбив дядька і при цьому самому залишитися в живих.

## У ролях
- Сем Реймі
- Скотт Шпігель
- Брюс Кемпбелл
- Джон Камерон
- Роберт Таперт
- Тімоті Патрік Куілл
- Айван Реймі
- Тед Реймі
- Білл Аарон
- Джош Бекер
- Майк Діц
- Шеріл Гаттрідж
- Вільям Кірк
- Пол Кріспін
- Джон Пейдж
- Річард Сміт
- Метт Тейлор
- Білл Вард
- Клей Варнок